# Symphonie magique
Pour les articles homonymes, voir Stormy Weather.
Pour plus de détails, voir Fiche technique et Distribution.
Symphonie magique (titre original : Stormy Weather) est un film musical américain réalisé par Andrew L. Stone et sorti en 1943.
C'est un des premiers films où se produisent des musiciens afro-américains dans leur propre rôle. Il doit son nom à la chanson Stormy Weather, datant de 1933, chantée par Ethel Waters.

## Synopsis
Évocation de numéros de danse, de musiciens, de chanteurs ayant marqué l'histoire du jazz entre 1919 et 1940.

## Fiche technique
- Titre original : Stormy Weather
- Réalisation : Andrew L. Stone
- Scénario : Frederick J. Jackson, Ted Koehler
- Production : William LeBaron
- Supervision danse : Fanchon
- Société de production : Twentieth Century Fox
- Pays de production :  États-Unis
- Durée : 78 minutes
- Dates de sortie : 
  - États-Unis : 21 juillet 1943
  - France : 10 juillet 1946

## Distribution
- Lena Horne : Selina Rogers
- Bill Robinson : Bill Williamson

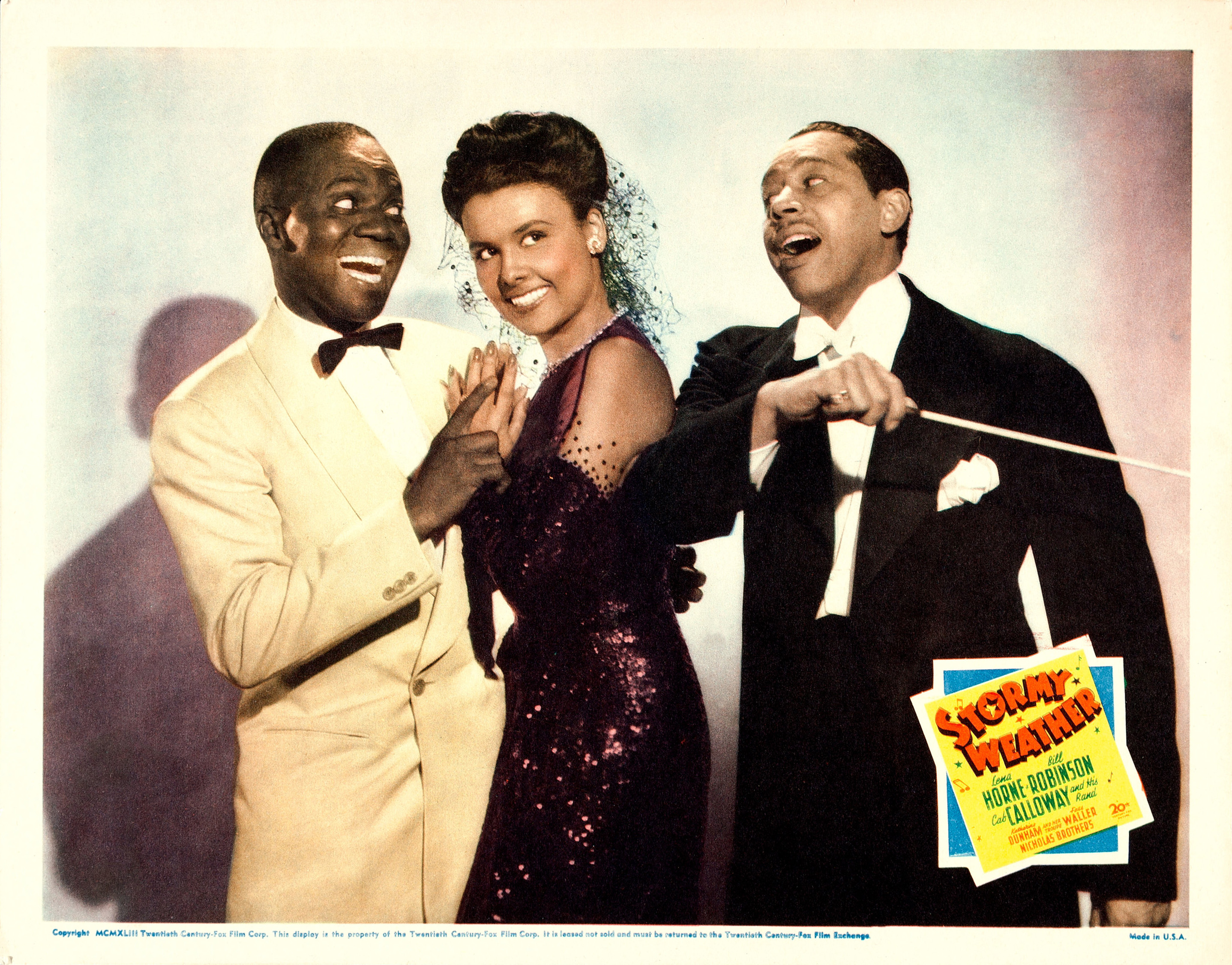
Bill Robinson, Lena Horne, et Cab Calloway.

- Cab Calloway : lui-même (et son Cotton Club Orchestra)
- Katherine Dunham Company : Troupe de danseurs
- Fats Waller : lui-même
- The Nicholas Brothers : Danseurs de claquettes
- Ada Brown : Chanteuse
- Dooley Wilson : Gabe Tucker
- Katherine Dunham : elle-même
- Jeni Le Gon (non créditée) : Danseuse